# Albertschacht

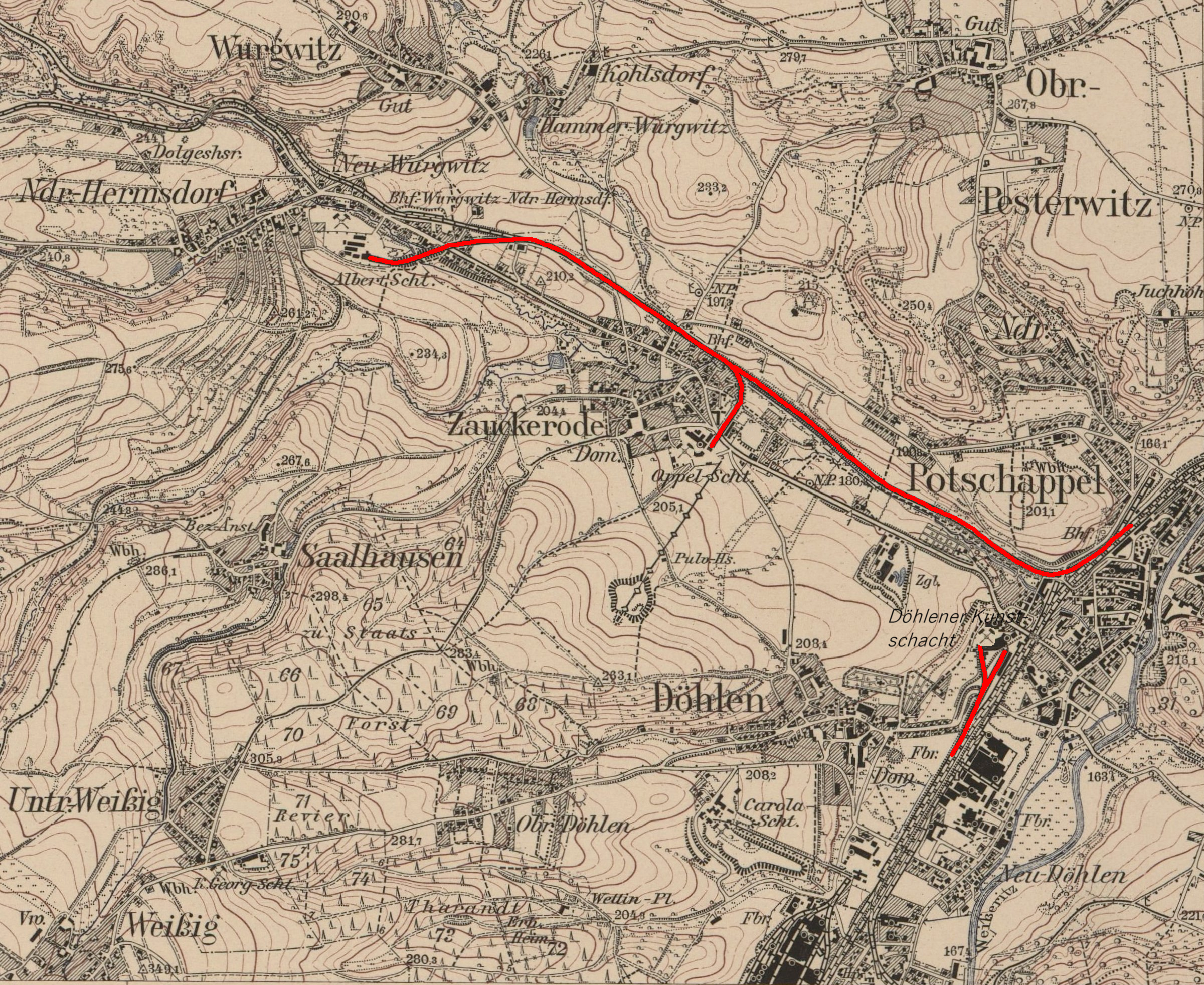
Karte der Schachtanlagen (Meßtischblatt, 1913)

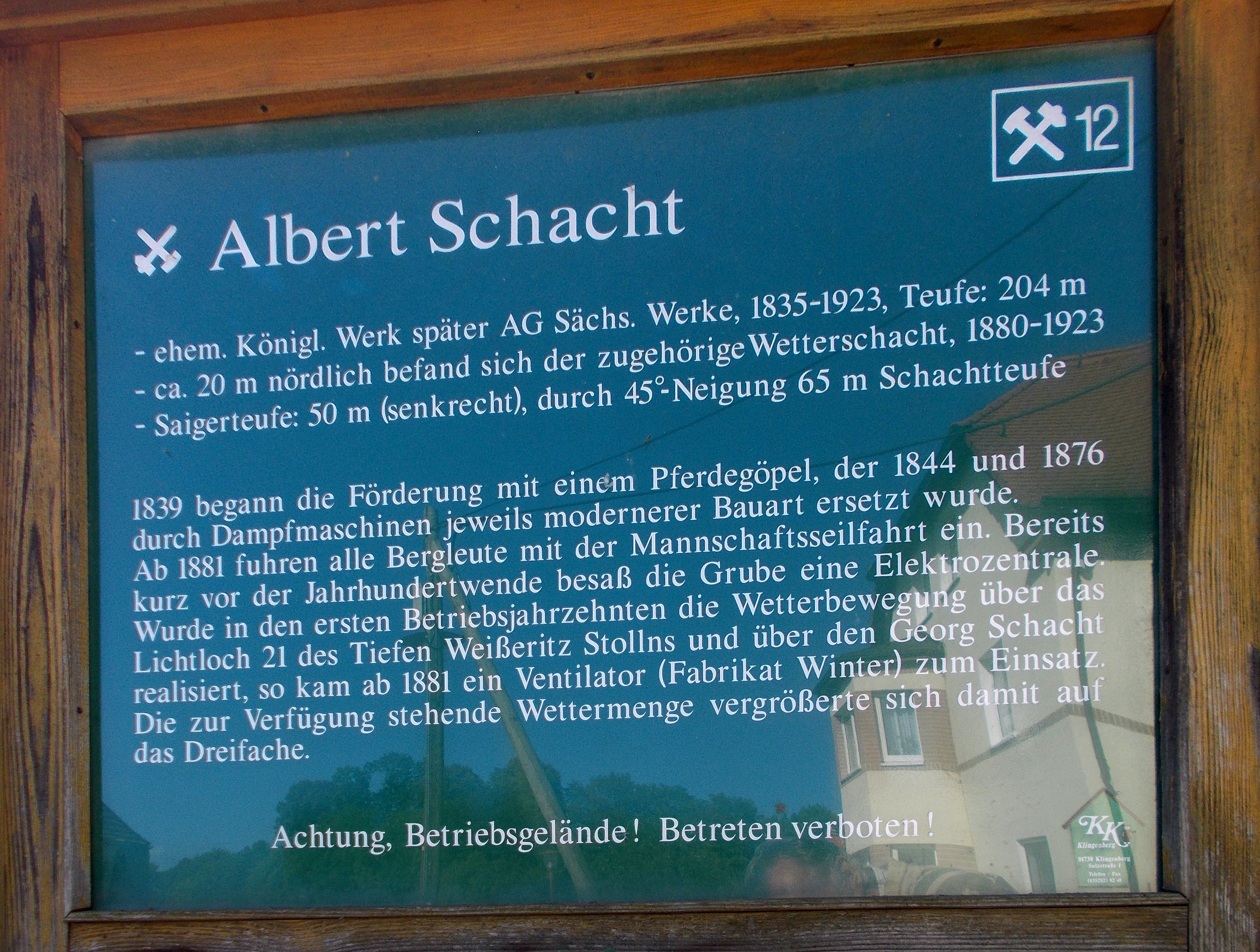
Infotafel am früheren Schachtgelände

Der Albertschacht war eine Steinkohlengrube des Königlichen Steinkohlenwerkes Zauckerode. Der Schacht lag im westlichen Teil der Steinkohlenlagerstätte des Döhlener Beckens auf Niederhermsdorfer Flur.
Der Schacht erhielt den Namen von Prinz Albert von Sachsen, dem späteren sächsischen König und ist heute der Namensgeber einer Anliegerstraße in Wurgwitz („Albertschacht“) und der örtlichen „Grundschule ‚Am Albertschacht‘ Freital-Wurgwitz“.

## Geschichte
Nach dem Vortrieb des Flügels des Tiefen Elbstollns in Richtung Niederhermsdorf, begann der Aufschluss des dortigen Baufeldes. Man begann 1835 einen auf dem Feld von Johann Gottlieb Fröde gelegenen Schacht aufzuwältigen. Dieser Schacht war in Privatbesitz bis 47,5 Meter geteuft, aber 1808 aus Geldmangel aufgegeben worden. Der bei 212,24 m NN liegende Schacht wurde mit den alten Maßen der Schachtscheibe von 1,70 × 5,66 Metern weiter geteuft. Zur Ableitung der zusitzenden Wässer hatte man zuvor eine 101,60 Meter tiefe Bohrung auf den Elbstollnflügel nieder gebracht. Bei einer Teufe von 118 Metern wurde die I. Hauptstrecke angeschlagen und die weitere Teufe eingestellt. Ab ca. 100 Meter wurde das 3,30 Meter mächtige 1. Flöz, bei 108,00 Metern das 2. Flöz mit einer Mächtigkeit von 0,30 Metern und bei 117,50 Metern das 3. Flöz mit einer Mächtigkeit von 0,70 Metern durchteuft. 1839 wurde die Förderung mit einem Pferdegöpel aufgenommen.
1842 sollte die von der Firma Société Anonyme John Cockerill aus Seraing (Belgien) im Jahr 1925 für das 7. Lichtloch des Elbstollns gebaute, und jetzt nicht mehr benötigte Dampfmaschine am Schacht zur Wasserhaltung aufgestellt werden. Aufgrund einer außergewöhnlichen Trockenheit in diesem Jahr konnte die Friedrich August Mühle im Plauenschen Grund aufgrund von Wassermangel nicht mehr mahlen. Zur Abhilfe wurden die Dampfmaschine deshalb dort aufgebaut.
Als Ersatz wurde 1844 eine Dampfmaschine wurde von Constantin Pfaff in Chemnitz geliefert. Es handelte sich dabei um eine Hochdruckmaschine mit Balancier und veränderlicher Expansion. Sie hatte eine Leistung von 18 PS. Am 25. September 1844 wurde die Maschine in Betrieb genommen.
Von der Flut am 31. März 1845, in der die Tiefbaue am Oppelschacht unter Wasser gesetzt wurden, wurde der Albertschacht verschont, da es unterhalb des Tiefen Elbstollns noch keine Durchschläge in das Revier gab.
Am 3. August 1850 hatte man die Erweiterung der Schachtscheibe an einer Stirnseite um 1,13 Meter, um Platz für ein Holzhängetrum zu schaffen, abgeschlossen.
Mit dem tiefer rücken der Abbaue nahmen die Wetterprobleme im Revier zu. Bisher hatte man nur den natürlichen Wetterstrom genutzt, der im Sommer durch das Einhängen von Feuerkübeln im Schacht unterstützt wurde. 1854 erhielt der Georg Schacht einen Wetterofen und der Albertschacht wurde zum einziehenden Schacht.
Im Jahr 1856 erhielt der Schacht auf eigene Kosten einen Anschluss an die Niederhermsdorfer Kohlezweigbahn, was den Abtransport der geförderten Kohle erheblich erleichterte. Am 29. November 1856 wurde die erste Kohle zum Bahntransport verladen.
Zwischenzeitlich war der Schacht bis zur II. Hauptstrecke bei einer Teufe von 145,20 Metern niedergebracht worden. Dabei durchteufte man bei 134,60 Metern das 4. Flöz mit einer Mächtigkeit von 1,60 Metern.
Im Juni 1865 wurde das 21. Lichtloch des Tiefen Weißeritzstollns ebenfalls mit einem Wetterofen ausgestattet, was eine weitere Verbesserung der Bewetterung des Albertschächter Reviers mit sich brachte.
1868 wurde der Schacht bis zur III. Hauptstrecke bei 168,70 Metern Teufe nieder gebracht. Von hier wurden im November 1869 die ersten Kohlen gefördert.
1873 wurde auf den Hauptstrecke die Förderung mit Pferden eingeführt und bis zum Betriebsende beibehalten.
Der dringend notwendig gewordene Ersatz der alten Fördermaschine wurde im Sommer 1875 mit dem Bau eines neuen Kesselhauses begonnen. Am 1. Oktober 1876 kam eine neue moderne Zwillingsdampfmaschine als Fördermaschine zum Einsatz. Zur Förderung wurden jetzt Zweietagen Fördergestelle eingesetzt. Sie waren mit einer White & Grant Fangvorrichtung ausgerüstet. Man konnte damit zwei Hunte ausfördern. Im Herbst 1876 erfolgte versuchsweise die Mannschafts-Seilfahrt. Sie wurde allerdings auf die ausfahrende Früh- und Mittagsschicht beschränkt. Die generelle Mannschafts-Seilfahrt wurde erst nach 1881 eingeführt. Gleichzeitig mit diesen Arbeiten wurde der Schacht auf seine Endteufe bei 204 Metern gebracht und die IV. Hauptstrecke angeschlagen.
Bei der weiteren Vorrichtung des Grubenfeldes wurde zwei südlich des Schachtes verlaufende Verwerfungen mit der I., II., III. und IV. Hauptstrecke durchfahren. Die erste Verwerfung, die Beckerschachtverwerfung bestand aus zwei einzelnen Sprüngen. Den ersten Sprung mit einer Sprunghöhe von 15 Metern durchfuhr man in einer Entfernung von 119 Metern vom Schacht. Den zweiten Sprung mit einer Sprunghöhe von 11,5 Metern traf man bei 206 Metern vom Schacht an. Die in einer Entfernung von 860 Metern vom Schacht angetroffene Carolaschachtverwerfung mit einer Sprunghöhe von 16 Metern fuhr man nur mit der IV. Hauptstrecke an.
1880 wurde auf der IV. Hauptstrecke eine Wassersäulenmaschine in Betrieb genommen. Diese wurde durch die Dampfmaschine angetrieben und förderte mit einem Wasserdruck von 90 Bar.
Auch der Albertschacht war von dem Weißeritzhochwasser am 30./31. Juli 1897 betroffen. Aus Sicherheitsgründen fuhr die am 31. Juli eingefahrene Belegschaft wieder aus. Auch die Grubenpferde wurden nach über Tage gebracht. Schäden  wurden durch das Hochwasser im Albertschächter Revier aber keine verursacht.
1898 musste der Albertschacht für mehrere Monate außer Betrieb genommen werden. In dieser Zeit wurde der Schachtkopf ausgemauert und der Vollschrotausbau der Schachtröhre im Bereich des Tiefen Elbestollns auf 50 Meter Teufe erneuert. Im Schachtsumpf wurde als Ersatz für die alte Wassersäulenmaschine eine Triplex Pumpe der Firma Siemens & Halske eingebaut. Um den gestiegenen Strombedarf der Grube zu decken, wurde ein neues Kraftwerk gebaut.
Von Juli bis Oktober 1910 führte eine Havarie an der Fördermaschine zum Produktionsstillstand.
Nach Ausbruch des Ersten Weltkrieges wurde ein Teil der Belegschaft des Königlichen Steinkohlenwerkes Zauckerode eingezogen. Daraufhin wurde im August 1914 der Betrieb des Albertschachtes eingestellt und das restliche Personal auf die anderen Schachtanlagen verteilt. Nach der Freigabe von Arbeitskräften durch die Heeresverwaltung konnte der Betrieb im Juni 1917 wieder aufgenommen werden.
Nach der Weigerung der Belegschaft vor Ort acht Stunden zu arbeiten, wurde am 19. Juli 1920 das Dreischichtsystem eingeführt.
Nach der Erschöpfung der Kohlevorräte im Revier des Albertschachtes wurde ab Februar 1922 der Schachtsicherheitspfeiler abgebaut und am 30. Oktober 1922 der letzte Hunt Kohle gefördert. Anschließend wurde der Schacht verfüllt. Zwischenzeitlich hatte man 1921 versucht, das in der IV. Hauptstrecke mit einer Mächtigkeit von 1,70 Metern anstehend 4. Flöz im größeren Umfang abzubauen. Die Kohle war jedoch sehr hart und mit Brandschiefern durchsetzt. Die Kohle war damit unverkäuflich und der Abbau wurde eingestellt. Dieses Flöz wird 1952 als 5. Flöz eingestuft.
Später war auf dem Gelände das Sägewerk Säurich angesiedelt, das zur DDR-Zeit als Betriebsteil des VEB Polstermöbelindustrie Oelsa-Rabenau firmierte. Das noch erhaltene Maschinenhaus wird vom heute auf dem Areal ansässigen Holzhandel Hahn genutzt.
1974 wurde der Schacht durch die Bergsicherung Dresden nachverwahrt.

## Wetterschacht
Mit den tiefer gehenden und sich Richtung Süden bewegenden Abbauen, wurden auch die Wetterwege immer länger. Die Wetteröfen des 21. Lichtloches und des Georg Schachtes konnten dieses Problem nicht mehr lösen. Damit fiel die Entscheidung am Albert Schacht einen separaten Wetterschacht bis auf den Tiefen Elbstolln zu teufen. Der Schacht wurde bei 210,24 m NN etwa 20 Meter nördlich des Förderschachtes auf 50 Meter Teufe saiger niedergebracht. Danach weitere 65 Meter mit 45° tonnlägig. Der saigere Schacht wurde anschließend ausgemauert. Der tonnlägige Abschnitt erhielt einen eisernen Ausbau. Über dem Schacht wurde ein Winter-Ventilator der Maschinenbaufabrik Barop mit einem Durchmesser von 2,20 Metern und einer Breite von 0,80 Metern aufgestellt. nach der Einstellung der Förderung wurde auch der Wetterschacht Ende 1922 verfüllt.